# Bucesta
Bucesta es una localidad del municipio de Santa Engracia del Jubera en La Rioja (España).

## Situación geográfica
Está situada en la comarca del Camero Viejo, en un cerro entre las cuencas de los valles Leza e Jubera. Concretamente entre dos afluentes del Jubera, que son el Arroyo Bahún y el Barranco de Santa Engracia. El pueblo se eleva hasta los 1053 m de altitud bajo la Dehesa del Torno.

## Accesos
Se accede por la carretera LR-346, que parte desde Ribafrecha, enlazando, entre esta localidad y Ventas Blancas, con la pista que conduce hacia Zenzano. Una vez en esta se continúa 6,4 km. hasta el empalme de acceso a Zenzano, y se continúa por la pista sin subir a Zenzano, que conduce tras otros 6,5 km. directamente a Bucesta.
Frente a Bucesta, cruzando el barranco de Santa Engracia se sitúa la aldea de El Collado. Y 7 km por la misma pista de acceso, antes de llegar a esta, se sitúan las aldeas de Santa Cecilia y Zenzano.
A 2 km de la localidad junto al arroyo Bahún, se encuentran las ruinas de la ermita de San Juan de Agriones, esta ermita perteneciente al término municipal de Santa Engracia fue el destino de una de las romerías más populares del Camero Viejo. Hasta allí subían el 24 de junio en romería los habitantes de las localidades de Soto, Lagunilla, Treguajantes, Bucesta, Reinares, Zenzano, El Collado, etc. hasta que la despoblación hizo que la romería se perdiese, y con ella la ermita entró en ruinas.

## Historia
La primera referencia a ella es del siglo XI cuando la reina Estefania cede Lagunilla y todas sus villas; Bucesta, Jubera y Oprela, al infante Don Fernando de Pamplona. 
Situado en la una de las principales rutas que antiguamente unía los valles del Leza y Jubera, el pueblo debió de ser de cierta importancia, las leyendas populares cuentan que era una prospera villa de arrieros, y se dedicaba a la producción de centeno y ganando, sobre todo caprino.

## Demografía
Bucesta contaba a 1 de enero de 2010 con una población de 1 habitante, mujer.
| Gráfica de evolución demográfica de Bucesta entre 2000 y 2015                                    |
|                                                                                                  |
| Población de derecho (2000-2015) según los censos de población del INE a 1 de enero de cada año. |

## Patrimonio
Iglesia de Santa María

- Iglesia de Santa María: Se trata de un edificio de construcción popular del siglo XIX en muy mal estado de conservación. Es una construcción sencilla y pequeña levantada en sillarejo. Consta de tres tramos y cabecera rectangular dividida por pilastras y toda ella cubierta por techumbre de madera a dos aguas. En el muro norte había un pequeño púlpito, a los pies hay un coro alto sobre madera, el ingreso adintelado y la espadaña de dos huecos. Tras la cabecera se encuentra la sacristía cubierta con madera y sobre ella una habitación a la que debía accederse con una escalera de mano desde la cabecera que podría utilizarse como almacén. Actualmente casi toda las cubiertas se han venido abajo, las plantas han tomado la nave y el muro de los pies, con importantes grietas, sujeta una espadaña peligrosamente torcida que amenaza con desplomarse.[3]

.

## Economía
La localidad, como todo Cameros, se ha dedicado históricamente al pastoreo trashumante, tenían ovejas churras y merinas, cabras y algunas vacas para la labranza. Por la zona también se cazaba algo de caza mayor.
Esta pobre economía casi de subsistencia fue la razón principal por la que sus habitantes emigraron durante todo el siglo XIX y más masivamente durante las primeras décadas del siglo XX.
Tan pobre era la economía de estas aldeas, que incluso había un dicho popular que lo reflejaba, haciendo referencia a la pobreza de la vestimenta (calzaban albarcas y peales de lana) de los habitantes de la zona, que incluso el alcalde vestía de forma harapienta:

Aunque me veas
con albarcas y piales
soy el alcalde
de cuatro lugares:
Santa Marina, El Collado,
Bucesta y Reinares.